# 臺灣文學學會
台灣文學學會為台灣文學領域師生組成的學會，成立以來舉辦多次研討會和演講。可稱為台灣文學領域最重要的非官方社團組織。歷任理事長為向陽，邱貴芬，黃美娥，林芳玫，都是台灣文學領域資深學者。